# Judy Moody and the Not Bummer Summer
Judy Moody and the Not Bummer Summer è un film del 2011 diretto da John Schultz.
Film commedia statunitense basato sulla serie di libri per ragazzi Judy Moody di Megan McDonald.

## Trama
L'esuberante studentessa di terza elementare Judy Moody si propone di vivere l'estate più emozionante della sua vita. Tuttavia, i suoi genitori si stanno recando in California per assistere i nonni di Judy, il che significa che Judy e suo fratello Stink sono accuditi dalla zia Opal. Judy organizza un concorso con le sue amiche per vedere chi può vivere l'estate più emozionante guadagnando "punti brivido". Quando iniziano le vacanze, i suoi amici se ne vanno tranne Frank. Amy andrà nel Borneo e Rocky andrà al campo del circo, quindi Judy cerca di superarli. Tuttavia, Frank rovina tutti i suoi piani facendola cadere da una corda tesa, vomitando su di lei sulle montagne russe e lasciando il cinema nel bel mezzo di un film spaventoso. Dopo che le idee di Judy sono andate male, decide di rimanere nella sua stanza per il resto dell'estate, finché non sente il telegiornale davanti a casa sua. Judy guarda fuori dalla finestra e dal disco
Le sue amiche le mandano le foto delle loro estati. Nel frattempo, viene a sapere che Stink sarà al telegiornale, a causa della sua ricerca di Bigfoot. Judy tenta di far parte della storia, ma la troupe televisiva impedisce alle telecamere di riprenderla.
Judy cerca di fare coppia con Stink nella ricerca di Bigfoot. Un giorno, mentre Judy e Stink sono fuori, vedono Bigfoot camminare per strada. Tentano di inseguirlo, ma lui salta all'interno di un furgone dei gelati. I due finiscono per essere membri del club di ricerca Bigfoot di Zeke e salgono sul furgone con loro. Continuano a inseguire Bigfoot ma il telegiornale si precipita e salta davanti a loro. Judy e gli altri li aggirano e finiscono per trovarli nella Fun Zone, un vecchio parco di divertimenti. Bigfoot e l'autista del furgone dei gelati (che si scopre essere il signor Todd) scendono dal furgone. Scoprono che Bigfoot è davvero Zeke sotto mentite spoglie e che stava aiutando il signor Todd a vendere gelati. Come premio per aver trovato il signor Todd, Judy riceve due biglietti per il posto in prima fila per il circo. Judy finisce per partecipare a un atto circense con la famiglia di Rocky.
La zia Opal sta per partire, ma prima che se ne vada, lei e Judy vanno a mettere i cappelli ai leoni e lei ottiene più punti brivido. Judy dice che la zia Opal l'ha aiutata a ottenere i punti più emozionanti. La zia Opal dice a Judy che l'anno prossimo ha in programma di avvolgere l'intera Torre Eiffel con 10.000 sciarpe e vuole che Judy la aiuti. Judy e Stink ricevono denaro per la statua di Bigfoot di Stink che viene toccata dal quartiere.